# Dziesma
Dziesma (укр. Пісня) — латвійський музичний конкурс, організований телекомпанією LTV, що визначав представника Латвії на Пісенному конкурсі «Євробачення» у 2013 та 2014 роках.
З 2000 по 2012 рік латвійським національним відбором був «Eirodziesma». У 2015 році «Dziesma» був замінений на конкурс «Supernova».

## Переможці
Умовні позначення
     Переможець
     Друге місце
     Третє місце
     Четверте місце
     П'яте місце
     Останнє місце
     Автоматичний фіналіст
     Не пройшла до фіналу
     Участь скасовано
| Рік  | Виконавець  | Пісня          | Голосів у фіналі Dziesma | Євробачення                | Євробачення                | Євробачення | Євробачення |
| Рік  | Виконавець  | Пісня          | Голосів у фіналі Dziesma | Фінал                      | Бали                       | Півфінал    | Бали        |
| ---- | ----------- | -------------- | ------------------------ | -------------------------- | -------------------------- | ----------- | ----------- |
| 2013 | PeR         | «Here We Go»   | 6289                     | Не вдалося кваліфікуватися | Не вдалося кваліфікуватися | 17          | 13          |
| 2014 | Aarzemnieki | «Cake to Bake» | 5478                     | Не вдалося кваліфікуватися | Не вдалося кваліфікуватися | 13          | 33          |